# Джоплин (Миссури)
Джо́плин (англ. Joplin) — город в штате Миссури, США. Город расположен в округах Джаспер и Ньютон.
Население Джоплина составило 50 150 человек по данным переписи населения 2010 года.

## Географическое положение
Джоплин расположен в юго-западной части штата Миссури, в 220 км к югу от Канзас-Сити.

## Демография
По данным переписи населения 2010 года, численность населения Джоплина составила 50 150 человек.
Расовый состав города:
- белые — 86,5 %
- афроамериканцы — 3,2 %
- индейцы — 2,2 %
- азиаты — 2,3 %
- Смешанные расы: 4,3 %

## История

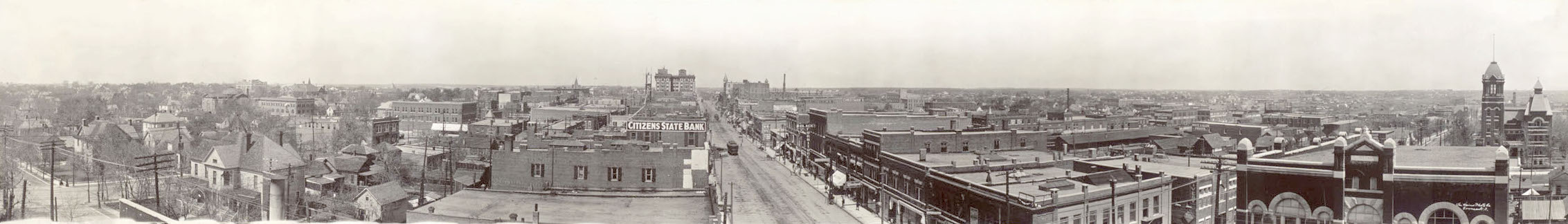
Парнорама Джоплина, 1910 год

Город назван в честь священника Харриса Джоплина (1813 - 1855).

Один из крупнейших центров по добыче цинка в начале 20 века
В городе расположен Южный университет штата Миссури.